# ITU G.992.1
 ITU G.992.1  (més conegut com a G.DMT) és un estàndard de la UIT per ADSL utilitzant modulació DMT ( Discrete Multi-Tone ) que expandeix l'amplada de banda utilitzable en les línies telefòniques de coure, facilitant comunicacions de dades d'alta velocitat de fins a 12 Mbps de baixada i 1,3 Mbps de pujada.
El DMT assigna de 2 a 15 bits per canal (bin). A mesura que canvien les condicions de la línia, es poden augmentar o disminuir el nombre de bits utilitzats per canal. Si el canvi de bits està desactivat, això no passa i el mòdem necessita tornar a inicialitzar per tal d'adaptar-se a les canviants condicions de la línia.
Hi ha 2 normes en competència per l'ADSL DMT: la G.992.1 (o G.DMT) de l'ITU i la T1.413 l'ANSI. ANSI T1.413 és un estàndard nord-americà, mentre que G.992.1 (G.DMT) és un estàndard de la UIT (Comissió de telecomunicacions de les Nacions Unides). G.DMT s'utilitza més comunament avui a tot el món, però l'estàndard ANSI va ser anteriorment popular a Amèrica del Nord.
Hi ha una diferència d'enquadrament entre els dos, i seleccionar la norma malament pot causar errors d'alineació de trama cada 5 o més minuts. La correcció d'errades es realitza utilitzant Reed-Solomon, i es pot utilitzar una millor codificació i més protecció si s'utilitza la codificació de Trellis. També pot utilitzar interleaving per augmentar la robustesa de la línia, però això augmenta la latència.